# O Casamento do Meu Melhor Inimigo
"O Casamento do Meu Melhor Inimigo" é o segundo episódio da primeira temporada da sitcom brasileira Sob Nova Direção, protagonizada por Heloísa Perissé e Ingrid Guimarães, e exibida pela Rede Globo no dia 25 de abril de 2004 (o Canal Viva reprisou o episódio no dia 13 de outubro de 2010). Após o piloto de final de ano exibido no dia 28 de dezembro de 2003, a série foi escolhida pela Rede Globo para fazer parte de sua programação, sendo encomendado 35 episódios exibidos sempre nas noites de domingo, após o Fantástico.
O episódio "O Casamento do Meu Melhor Inimigo", que em seu título faz alusão ao filme O Casamento do Meu Melhor Amigo, conta com as participações especiais de Marcos Breda, Natália Lage, Heitor Martinez Mello, Zezé Polessa, Rui Resende e Eva Todor. No episódio, uma cliente aluga o bar para um casamento e Belinha descobre que o noivo é um de seus ex-namorados, enquanto Pit se apaixona pelo guru da noiva.

## História
Exibido no dia 25 de abril de 2004, "O Casamento do Meu Melhor Inimigo" começa com Pit (Ingrid Guimarães) e Belinha (Heloísa Perissé) percebendo que estão lotadas de contas para pagar. Além disso, um de seus funcionários, Franco (Luis Carlos Tourinho), chega com a nota do supermercado, o que deixa as amigas desesperadas. No mesmo momento, Maria Antônia (Natália Lage) e sua mãe (Zezé Polessa) chegam ao bar, onde Maria Antônia decide que quer realizar a cerimônia de seu casamento lá. Apesar de relutância inicial por parte de Belinha, que alega ter fobia à casamento, as duas acabam aceitando a proposta.
Desesperada para arranjar alguém, Pit conhece o guru da noiva (Marcos Breda) e se apaixona, ao mesmo tempo em que Moreno (Luís Miranda) serve de modelo, usando o vestido de noiva de sua mãe para a noiva experimentá-lo. Logo depois, a despedida de solteiro acontece no bar, onde Pit e Belinha estão fantasiadas de coelhinhas. Belinha quase desiste de entrar no bolo, devido ao seu trauma de casamento, relembrando seus momentos com o ex-Kaká (Heitor Martinez), mas ao sair do bolo e ver o noivo, ela descobre que o seu ex-namorado é o noivo em questão.
Após a despedida de solteiro, Pit começa a adentrar o mundo espiritual do guru pelo qual está apaixonada, enquanto Belinha, a pedido da noiva, faz o ensaio de casamento com o seu ex-, o que leva os dois a se beijarem. Chocada com a cena, a noiva promete que não terá mais casamento, mas a confusão é contornada por Pit e o guru, que fazem o casal reatar. No dia do casamento, Kaká se lembra de Belinha e a beija novamente, e ao perguntar se alguém tem algo contra a união, Belinha revela o que aconteceu, fazendo com que haja o fim do casamento. No fim, Pit, Belinha, Moreno e Franco acabam tomando champagne após toda confusão criada.